# Weiler (Rohr)
Weiler ([ˈvaɪ̯lɐ] ⓘ, fränkisch: Weila) ist ein Gemeindeteil der Gemeinde Rohr im Landkreis Roth (Mittelfranken, Bayern). Weiler liegt in der Gemarkung Rohr.

## Geographie
Das Dorf liegt am Schwallbach, einem linken Zufluss der Schwabach. Im Nordwesten grenzt das Flurgebiet Im Fleck an, im Süden erhebt sich der Wolfsbuck und im Nordosten jenseits des Schwallbachs liegt das Bergfeld. Eine Gemeindeverbindungsstraße führt nach Rohr zur Kreisstraße RH 14 (1,8 km südwestlich) bzw. nach Defersdorf (1,2 km nördlich). Eine weitere Gemeindeverbindungsstraße führt nach Leitelshof (2,5 km östlich).

## Geschichte
Der Ort wurde 1152 als „Wilere“ in einer Bulle des Papstes Eugen III. erstmals urkundlich erwähnt, in der dem Kloster Heilsbronn bestätigt wurde, vom Kloster Abenberg Güter u. a. in diesem Ort erhalten zu haben. Der Ortsname entspricht der Bedeutung Weiler.
1732 gab es laut den Oberamtsbeschreibungen von Johann Georg Vetter in Weiler 6 Anwesen. Grundherren waren das Kastenamt Schwabach (1), der Reichen Almosen der Reichsstadt Nürnberg (1) und Nürnberger Eigenherren (von Pömer: 1, von Scheurl: 3). Gegen Ende des 18. Jahrhunderts gab es in Weiler 7 Anwesen und ein Gemeindehirtenhaus. Das Hochgericht übte teils das brandenburg-ansbachische Oberamt Schwabach, teils das Richteramt Roßtal aus. Einen Gemeindeherrn hatte das Dorf nicht. Grundherren waren das Kastenamt Schwabach (1 Halbhof), das Landesalmosenamt der Reichsstadt Nürnberg (2 Halbhöfe) und Nürnberger Eigenherren (von Pömer: 1 Halbhof; von Scheurl: 2 Ganzhöfe, 1 Köblergut).
Von 1797 bis 1808 unterstand der Ort dem Justiz- und Kammeramt Schwabach. 1804 gab es im Ort 8 Anwesen, wovon 2 dem Fürstentum Ansbach unterstanden und 6 der Reichsstadt Nürnberg.
Im Rahmen des Gemeindeedikts wurde 1808 Weiler dem Steuerdistrikt Rohr (I. Sektion) und der 1818 gebildeten Ruralgemeinde Rohr zugeordnet.

### Ehemalige Baudenkmäler
- Haus Nr. 7, 11, 12, 19: jeweils die dazugehörige Fachwerkscheunen

### Einwohnerentwicklung
| Jahr      | 001818 | 001840 | 001861 | 001871 | 001885 | 001900 | 001925 | 001950 | 001961 | 001970 | 001987 |
| Einwohner | 55     | 59     | 76     | 64     | 77     | 57     | 67     | 102    | 61     | 57     | 44     |
| Häuser    | 10     | 9      |        |        | 12     | 11     | 11     | 11     | 11     |        | 12     |
| Quelle    | [ 14 ] | [ 15 ] | [ 16 ] | [ 17 ] | [ 18 ] | [ 19 ] | [ 20 ] | [ 21 ] | [ 22 ] | [ 23 ] | [ 1 ]  |

## Religion
Der Ort ist seit der Reformation evangelisch-lutherisch geprägt und bis heute nach St. Emmeram (Rohr) gepfarrt. Die Katholiken sind nach St. Sebald (Schwabach) gepfarrt.